# Рихлоциці
Рихлоциці (пол. Rychłocice) — село в Польщі, у гміні Конопниця Велюнського повіту Лодзинського воєводства.
Населення — 718 осіб (2011).
У 1975-1998 роках село належало до Серадзького воєводства.

## Демографія
Демографічна структура станом на 31 березня 2011 року:
|          | Загалом | Допрацездатний вік | Працездатний вік | Постпрацездатний вік |
| -------- | ------- | ------------------ | ---------------- | -------------------- |
| Чоловіки | 332     | 64                 | 226              | 42                   |
| Жінки    | 386     | 79                 | 215              | 92                   |
| Разом    | 718     | 143                | 441              | 134                  |